# A la mala
A la mala és una pel·lícula mexicana de comèdia romàntica del 2015 dirigida per Pedro Pablo Ibarra «Pitipol» i protagonitzada per Aislinn Derbez i Mauricio Ochmann, que es convertiren en parella fora de la pantalla, amb un guió escrit per Issa López i Ari Rosen. La pel·lícula va rebre crítiques mixtes, degut a les similituds del guió amb el de Notting Hill.

## Sinopsi
Mala és una actriu desencantada i frustrada de la indústria de la televisió perquè no li ofereixen papers de qualitat, i que s'ha fet famosa entre les dones en exposar nuvis infidels in fraganti per contracte. Un dia la contracta una productora important per fer una sèrie en la que ha d'enamorar a un antic xicot seu i després trencar-li el cor. Mala accepta sense saber que acabarà enamorada de Santiago, un reeixit empresari, i que la posarà en un dilema.

## Repartiment
- Aislinn Derbez - Maria Laura "Mala" Medina
- Mauricio Ochmann - Santiago
- Catherine Papile - Kika
- Luis Arrieta - Pablo
- Daniela Schmidt - Patricia
- Juan Diego Covarrubias - Alvaro
- José Ron - Jerónimo
- Iván Sánchez - Rafa
- Ignacio Casano - xicot def Dani
- Mane de la Parra - barman
- Altair Jarabo - Susana
- Eugenio Derbez - ell mateix
- Patricio Borghetti - ell mateix

## Recepció
Les crítiques d' A la mala han estat mixtes. The News Tribune va dir: «A la Mala comença amb la promesa i acaba prou bé per justificar la inversió a temps. Tot això és una fórmula tan avorrida de pel·lícula mitjana, que xucla la sal del got de tequila i el deixa aquest massa ranci per empassar.»

## Premis i nominacions
A la 45a edició de les Diosas de Plata va rebre onze nominacions però només va guanyar el premi al millor actor de quadre masculí (José Ron).